# Elio Isola
(Paolo Limiti su musica di Elio Isola, La voce del silenzio)
Elio Isola, pseudonimo di Amelio Isola (Genova, 1927 – Milano, 1996), è stato un compositore, direttore d'orchestra e arrangiatore italiano.
È entrato nella storia della musica leggera italiana per aver scritto la musica di una delle più note canzoni di tutti i tempi, La voce del silenzio, presentata al Festival di Sanremo 1968 da Tony Del Monaco e Dionne Warwick, ripresa da Mina e resa dalla Warwick, che la incide anche in inglese come Silent Voices, un successo mondiale (ne fecero anche una versione le Supremes).
Attualmente è nel repertorio tra gli altri di Massimo Ranieri, Franco Simone, Francesco Renga e Andrea Bocelli.

## Biografia
Dopo aver studiato pianoforte, Isola inizia negli anni '50 a suonare in varie orchestre, fino a metterne su una a suo nome, che in breve tempo si esibisce in tutta Europa; inizia quindi anche a proporre musiche di sua composizione.
Grazie all'incontro con Giorgio Calabrese, che gli scrive il testo, nel 1962 una sua canzone, Non ci sarò, viene incisa da una giovane cantante debuttante, Orietta Berti; nello stesso anno incide un 45 giri per la Karim, etichetta di cui Calabrese è uno dei direttori artistici, e diventa arrangiatore per la casa discografica, lavorando tra gli altri con Memo Remigi.
Nel 1963 una sua canzone, Quando ci si vuol bene (come noi), viene selezionata per partecipare al Festival di Sanremo, interpretata da Arturo Testa e Joe Sentieri; non arriva però alla finale.
Nel 1965 viene chiamato da Gigi Cichellero a dirigere il settore edizioni musicali della GTA Records.
Dopo altre incisioni affidate a vari cantanti, nel 1967 scrive La voce del silenzio, su testo di Paolo Limiti e Mogol (che però dà un contributo marginale); come ha raccontato egli stesso, Limiti si è ispirato alla solitudine di sua madre dopo la scomparsa del marito, il papà del paroliere.
La musica di Isola ha un'introduzione che cita il Preludio in do minore BWV 871, tratto dal Clavicembalo ben temperato, II libro, di Johann Sebastian Bach; in quel periodo il musicista è particolarmente riscoperto nell'ambito della musica leggera (risale all'anno precedente A Whiter Shade of Pale dei Procol Harum).
Il maestro Isola invia il provino a Dionne Warwick, la cantante preferita di Burt Bacharach, che dà la sua approvazione per la partecipazione al Festival e per far cantare la Warwick in italiano.
La canzone si qualifica per la finale, ma si piazza all'ultimo posto. tuttavia, grazie anche alla reinterpretazione di Mina di pochi mesi dopo diventa un successo, anche all'estero (con un testo in inglese).
Un'altra sua canzone di successo è nel 1969 Viso d'angelo, composta insieme ad Flavio Carraresi ed incisa dai Camaleonti.
Isola continua la carriera per tutto il decennio successivo, lavorando spesso in collaborazione con la Numero Uno come compositore e come arrangiatore (ad esempio di Sara per Uomini e Perché dovrei e di Bruno Lauzi).
Il maestro Isola ha sposato Giusta Spotti, vedova di Pino Spotti.

## Discografia parziale

### 45 giri
- 1962: Passerà/Wheels (Karim, KN 124)

## Le canzoni scritte da Elio Isola
| Anno | Titolo                            | Autori del testo               | Autori della musica           | Interpreti                          |
| ---- | --------------------------------- | ------------------------------ | ----------------------------- | ----------------------------------- |
| 1963 | Non ci sarò                       | Giorgio Calabrese              | Elio Isola                    | Orietta Berti                       |
| 1963 | Bene ca va e ca vene              | Mario Coppola                  | Elio Isola                    | Antonella                           |
| 1963 | Quando ci si vuol bene (come noi) | Giorgio Calabrese              | Elio Isola e Bruno Zambrini   | Arturo Testa e Joe Sentieri         |
| 1964 | Uno di voi                        | Mario Coppola                  | Elio Isola                    | Gigliola Cinquetti                  |
| 1965 | Innamoratamente                   | Mario Coppola                  | Elio Isola                    | Gianni Mascolo                      |
| 1967 | La ballata degli innamorati       | Luciano Beretta                | Elio Isola                    | Quartetto Cetra                     |
| 1968 | La voce del silenzio              | Paolo Limiti e Mogol           | Elio Isola                    | Tony Del Monaco e Dionne Warwick    |
| 1969 | Il treno                          | Vito Pallavicini               | Elio Isola                    | Rosanna Fratello e Brenton Wood     |
| 1969 | Il mio amore è una ruota          | Daniele Pace e Mario Panzeri   | Elio Isola                    | France Gall                         |
| 1969 | Viso d'angelo                     | Daniele Pace e Mario Panzeri   | Elio Isola e Flavio Carraresi | Camaleonti                          |
| 1970 | Sole pioggia e vento              | Mogol                          | Elio Isola                    | Luciano Tajoli e Mal                |
| 1970 | Ti amo, amo te                    | Mogol                          | Elio Isola e Domenico Modugno | Domenico Modugno                    |
| 1970 | Se non è amore cos'è              | Mogol e Alessandro Colombini   | Elio Isola                    | Formula 3                           |
| 1971 | Un uomo molte cose non le sa      | Alberto Salerno                | Elio Isola                    | Nicola Di Bari e Adriano Pappalardo |
| 1976 | Se ci pensi                       | Daniele Pace ed Oscar Avogadro | Elio Isola                    | Marcella Bella                      |
| 1977 | Opera d'amore                     | Claudio Daiano                 | Elio Isola                    | Equipe 84                           |